# Evangelische Kirche (Sirchingen)

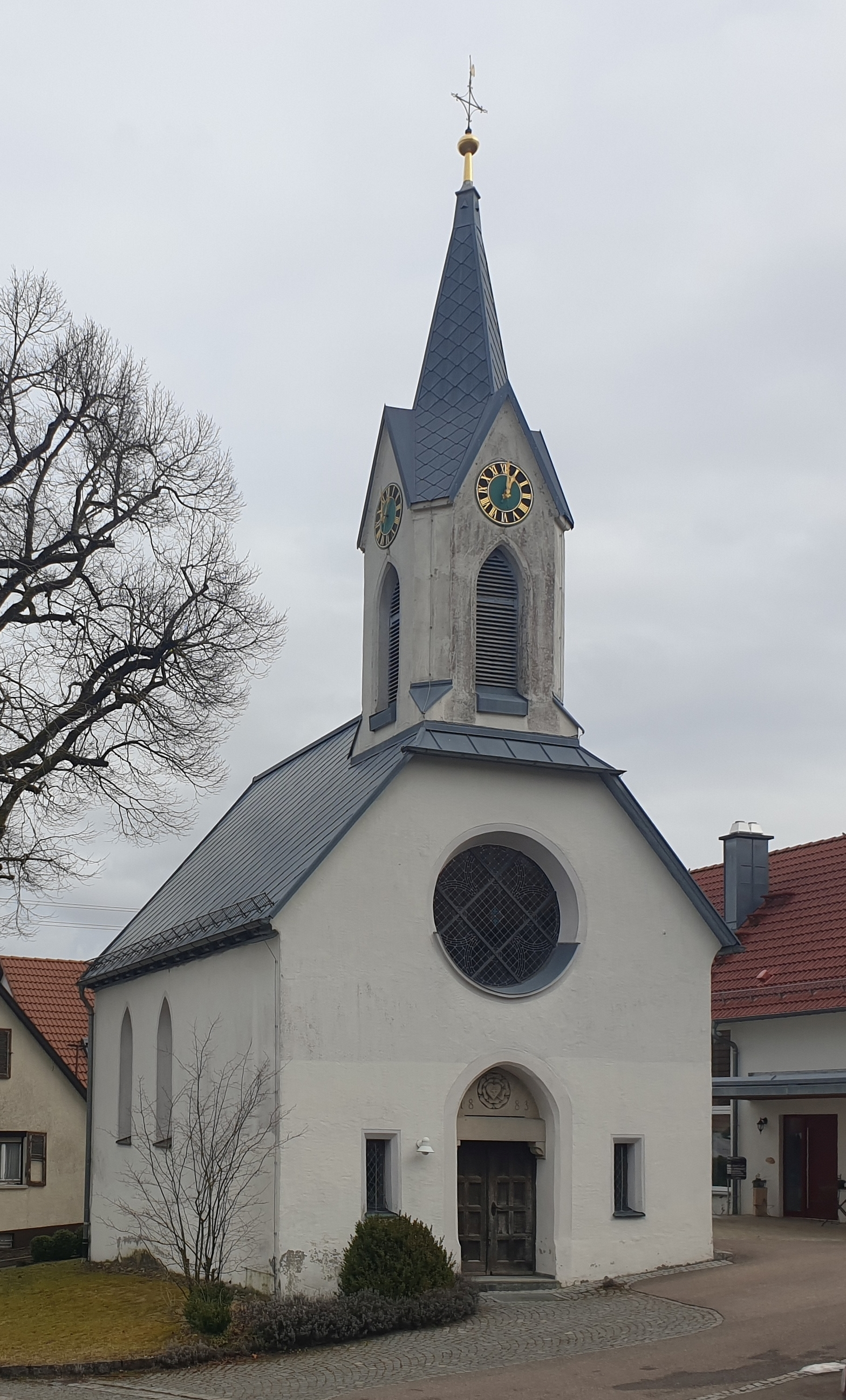

Die Evangelische Kirche von Sirchingen gehört zur Evangelischen Gesamtkirchengemeinde Upfingen-Sirchingen im Kirchenbezirk Bad Urach-Münsingen der Evangelischen Landeskirche in Württemberg und befindet sich in Sirchingen, einem Stadtteil von Bad Urach. Sie steht im südlich gelegenen Dorfkern Sirchingens neben der Durchgangsstraße des Ortes gegenüber dem Evangelischen Gemeindehaus.

## Geschichte
Vor 1883 stand an der Stelle der heutigen Kirche eine kleinere offene Kapelle, die seit 1496 bezeugt war. Das jetzige Kirchengebäude wurde im Jahre 1883 von dem Stuttgarter Architekt Friedrich Elsäßer, dem Büro- und Bauhüttenleiter von Christian Friedrich von Leins, errichtet. Es hat etwa 60 Sitzplätze und wurde zuletzt im Jahre 1998 renoviert.